# Ataque a Deliatyn
O ataque a Deliatyn em 2022 foi um ataque de míssil a um depósito subterrâneo de armas em Deliatyn, Ivano-Frankivsk Oblast. Foi o primeiro uso reivindicado pela Rússia do Kh-47M2 Kinzhal, uma arma hipersônica, contra a Ucrânia.

## História
Em 19 de março, o Ministério da Defesa da Rússia disse que os militares russos usaram mísseis hipersônicos do complexo Dagger para destruir tropas subterrâneas em Deliatyn, Ivano-Frankivsk Oblast. O porta-voz do Comando da Força Aérea das Forças Armadas da Ucrânia, Yurii Ihnat, confirmou um ataque com míssil em Deliatyn. O Ministério da Defesa da Ucrânia confirmou o ataque aos armazéns, mas não conseguiu estabelecer o tipo exato de armas com as quais foi infligido. Além disso, de acordo com o ministério: "Infelizmente, a Ucrânia se tornou um campo de testes para todo o arsenal de armas de mísseis da Rússia. Eles usam complexos operacionais e táticos Iskander, mísseis de cruzeiro Caliber e outros: Kh-101, Kh-55, X-555".

### Vídeo russo
A Rússia postou um vídeo do que disse ser seu ataque com mísseis contra o depósito de armas em Deliatyn, um vilarejo no sudoeste da Ucrânia a apenas 100 quilômetros da fronteira com a Romênia. Na noite de 19 de março, o website jornalístico The War Zone recebeu imagens de satélite tiradas pela empresa americana Planet Labs, que afirmam mostrar que a greve ocorreu em uma fazenda ou um grande galinheiro no sudeste de Kharkiv Oblast, em vez de um grande armazém no oeste da Ucrânia. As fotos foram tiradas em 12 de março de 2022, uma semana antes da publicação do vídeo e da divulgação das informações sobre o uso da Adaga. A essa altura, a fazenda já havia sido parcialmente destruída.